# Effingham County, Illinois
Effingham County är ett county i delstaten Illinois i USA. Den administrativa huvudorten (county seat) är Effingham, Illinois. 

## Politik
Effingham County tenderar att rösta på republikanerna i politiska val.
Republikanernas kandidat har vunnit rösterna i countyt i samtliga presidentval sedan valet 1968. I valet 2016 vann republikanernas kandidat Donald Trump med 77,9 procent av rösterna mot 17,6 för demokraternas kandidat, vilket är den största segermarginalen i countyt för en kandidat genom alla tider.

## Geografi
Enligt United States Census Bureau har countyt en total area på 1 243 km². 1 240 km² av den arean är land och 3 km² är vatten.

### Angränsande countyn
- Cumberland County - nordost
- Jasper County - öst
- Clay County - syd
- Fayette County - väst
- Shelby County - nordväst

### Städer och samhällen
- Altamont
- Beecher City
- Dieterich
- Edgewood
- Effingham
- Mason
- Montrose
- Shumway
- Teutopolis
- Watson